# شمس (خواننده ایرانی)
لعیا شمسی با نام هنری شمس (۱۳۱۰ رشت، ایران - ۱۳۸۵، لس‌آنجلس، ایالات متحدهٔ آمریکا) خواننده و بازیگر اهل ایران بود. او با خواندن ترانه‌های گیلکی شناخته شد.

## زندگی‌نامه
شمس فعالیت هنری خود را از سال ۱۳۲۸، در هجده‌سالگی در رادیو آغاز کرد. سپس وارد سینما شد و هنگام بازی در فیلم ولگرد با همسر خود حبیب‌الله بدیعی آشنا شد. از سال ۱۳۳۳ تا ۱۳۳۶ در ارکستر حبیب‌الله بدیعی خواننده بود. رابطه زناشویی این دو ناملایمات بسیاری داشت و مدتها موضوع حواشی مطبوعات آن دوران بود.
او بعد از انقلاب از ایران مهاجرت کرد و در مرداد ۱۳۸۵ در آمریکا درگذشت.

## فعالیت هنری
شمس از سال ۱۳۲۸ خوانندگی را شروع کرد. ابتدا در برنامه‌های شیر و خورشید سرخ و بعد به نام مستعار «ناشناس» در رادیو تهران می‌خواند. این خواننده نزد ابوالحسن صبا و حسین یاحقی تعلیم گرفت و از سال ۱۳۳۳ یا ۱۳۳۴ تا پایان سال ۱۳۳۶ در ارکستر شماره شش رادیو تهران که رهبری آن را بدیعی به عهده داشت می‌خواند. برنامه‌های این ارکستر شب‌های جمعه از رادیو پخش می‌شد. از معروف‌ترین تصنیف‌های این دوران تصنیف نرگس شیراز و دختر سنبل فروش می‌باشد.
او در چند فیلم سینمایی نیز بازی کرده‌است.
- ولگرد (۱۳۳۱) - مهدی رئیس فیروز
- بوسه مادر (۱۳۳۵) - عطاالله زاهد
- خورشید می‌درخشد (۱۳۳۵) - سردار ساگر
- همه گناهکاریم (۱۳۳۷) - رحیم روشنیان